# Moerbeek
Moerbeek (52° 46′ N, 4° 51′ L) é uma cidade dos Países Baixos, na província de Holanda do Norte. Moerbeek pertence ao município de Niedorp, e está situada a 11 km, a norte de Heerhugowaard.
A área de Moerbeek, que também inclui as partes periféricas da cidade, bem como a zona rural circundante, tem uma população estimada em 100 habitantes.